# Karol Reifenkugel
Karol Reifenkugel (ur. 31 grudnia 1846 we Lwowie, zm. 20 października 1903 w Czerniowcach) – polski bibliotekarz, pracownik bibliotek uniwersyteckich we Lwowie i Czerniowcach.
Uczęszczał do gimnazjum we Lwowie, po maturze (1864) studiował historię i filologię na Wydziale Filozoficznym Uniwersytetu Lwowskiego; w 1871 uzyskał stopień doktora filozofii, rok później zdobył uprawnienia nauczyciela gimnazjalnego geografii i historii (w języku polskim i niemieckim). Od listopada 1869 pracował w Bibliotece Uniwersytetu Lwowskiego, w 1873 ubiegał się bez powodzenia o stanowisko kustosza w Bibliotece Jagiellońskiej; w 1875 przeniósł się na Uniwersytet w Czerniowcach, gdzie był kusztoszem, a od 1879 dyrektorem Biblioteki Uniwersyteckiej. W 1900 otrzymał tytuł radcy rządowego.
Był autorem prac historycznych oraz bibliotekoznawczych, m.in. wysoko ocenionego przez Karola Estreichera szkicu Biblioteka Uniwersytecka we Lwowie (1873).